# Reactor modular pequeño

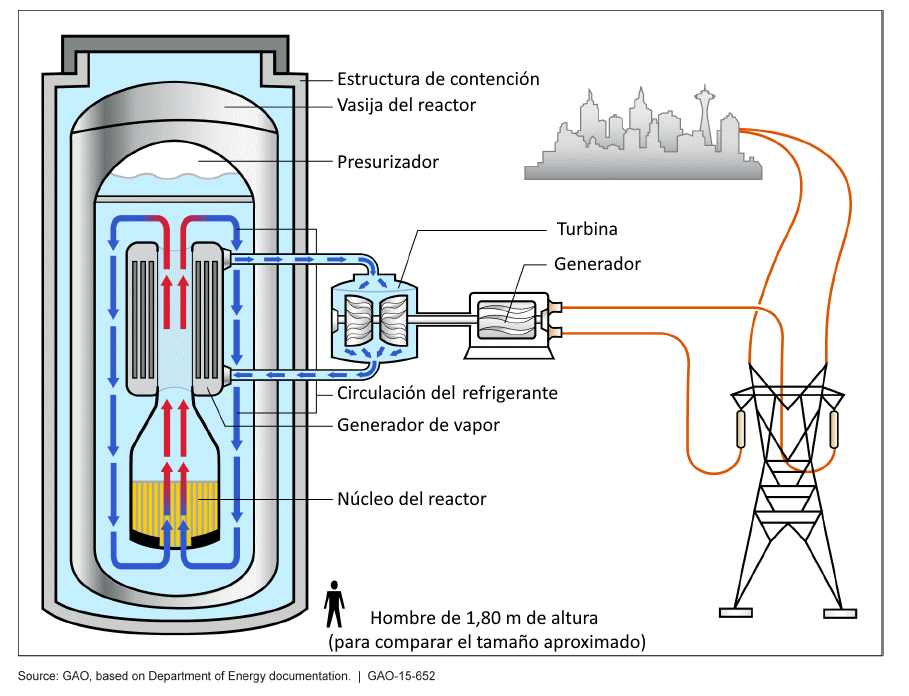
Ilustración de un pequeño reactor nuclear modular de agua ligera (SMR)

Los reactores modulares pequeños (SMR, por sus siglas en inglés) son una clase de pequeños reactores de fisión nuclear, diseñados para construirse en una fábrica, enviarse a sitios operativos para su instalación y luego usarse para alimentar edificios u otras instalaciones comerciales. El primer SMR comercial fue inventado por un equipo de científicos nucleares de la Universidad Estatal de Oregón (OSU) en 2007. Trabajando con el prototipo de OSU, NuScale Power desarrolló en 2022 el primer modelo funcional, disponible para el mercado estadounidense. El término SMR se refiere al tamaño, capacidad y construcción modular . El tipo de reactor y los procesos nucleares pueden variar. De los muchos diseños de SMR, el reactor de agua a presión (PWR) es el más común. Sin embargo, los diseños SMR propuestos recientemente incluyen: generación IV, reactores de neutrones térmicos, reactores de neutrones rápidos, sales fundidas y modelos de  reactores refrigerados por gas.
Los pequeños reactores militares específicos se diseñaron por primera vez en la década de 1950 para impulsar submarinos y barcos con misiles balísticos ( portaaviones y rompehielos ) con propulsión nuclear. La potencia eléctrica de los reactores navales modernos se limita generalmente a menos de 165 MWe y se dedica a alimentar los turbohélices más que a suministrar electricidad comercial. Además, los reactores navales carecen de muchos más controles de seguridad debido a las limitaciones de espacio para las que fueron diseñados.
Los SMR comerciales pueden diseñarse para suministrar una potencia eléctrica tan baja como 5 MWe (eléctrica) o un máximo de 300 MWe por módulo. Los SMR también pueden diseñarse exclusivamente para la desalinización o la calefacción de las instalaciones en lugar de para la producción de electricidad. 
Estos SMR se miden en megavatios térmicos MWt. Muchos diseños de SMR se basan en un sistema modular, que permite a los clientes simplemente añadir módulos para alcanzar la producción de megavatios (MWe) deseada. Algunos diseños de SMR, normalmente los que utilizan tecnologías de reactores de IV Generación, pretenden garantizar una ventaja económica adicional mediante mejoras en la eficiencia de generación eléctrica a partir de la generación de vapor a temperaturas mucho más elevadas. Idealmente, se espera que los reactores modulares reduzcan la construcción in situ, aumenten la eficiencia de la contención y afirmen que mejoran la seguridad. 
Sin embargo, otros fabricantes de SMR afirman que la mayor seguridad debería venir de la aplicación de características de seguridad pasiva que funcionen sin intervención humana. La seguridad pasiva es un concepto que ya se aplica en algunos tipos de reactores nucleares convencionales. Los SMR también deberían contribuir a reducir los costes de personal de las centrales, ya que su funcionamiento es bastante sencillo, y se afirma que tienen la capacidad de eludir las barreras financieras y de seguridad que inhiben la construcción de reactores convencionales.
Hasta 2023, sólo China y Rusia han construido con éxito SMR operativos. El Departamento de Energía estadounidense había calculado que NuScale Power terminaría el primer SMR en Estados Unidos en torno a 2030, pero este acuerdo se ha frustrado después de que los clientes se echaran atrás por el aumento de los costes.Hay más de 80 diseños de reactores modulares en desarrollo en 19 países. Rusia explota desde octubre de 2022 la central nuclear flotante Akademik Lomonosov, en el Lejano Oriente ruso (Pevek). La central flotante es la primera de este tipo en el mundo. El reactor modular de lecho de bolas de alta temperatura refrigerado por gas HTR-PM de China se conectó a la red en 2021.
Los SMR difieren en términos de dotación de personal, seguridad y tiempo de despliegue. Se afirma que los estudios del gobierno de EE. UU. para evaluar los riesgos asociados a los SMR han ralentizado el proceso de concesión de licencias. Una de las principales preocupaciones con respecto a los SMR y su gran número, necesaria para alcanzar una rentabilidad económica, es evitar la proliferación nuclear.
No debe confundirse el concepto de small reactors (reactores pequeños) con los small modular reactors (SMR). Ambos cumplen con el criterio de potencia de entre 10 MW y 300 MW, pero los SMR corresponden a diseños avanzados que incorporan sistemas de seguridad pasiva, posibilidad de fabricación modular y facilidades para el transporte y construcción en serie, lo que los diferencia de los reactores de menor escala desarrollados en décadas anteriores.

### Antecedentes

#### Esperanza de mayor seguridad y reducción de costos
Los factores económicos de escala hacen que los reactores nucleares tiendan a ser grandes, hasta tal punto que el propio tamaño se convierte en un factor limitante. El desastre de Chernóbil de 1986 y la catástrofe nuclear de Fukushima de 2011 supusieron un duro revés para la industria nuclear, con la suspensión del desarrollo en todo el mundo, la reducción de la financiación y el cierre de centrales nucleares.
En respuesta, los investigadores de la Universidad Estatal de Oregón introdujeron una nueva estrategia para construir reactores más pequeños, que se esperaba fueran más rápidos de fabricar, más seguros de manejar y funcionaran a un coste reducido por reactor. A pesar de la pérdida de ventajas de escala y de una potencia considerablemente menor, se esperaba que la financiación fuera más fácil gracias a la introducción de la construcción modular y de proyectos con plazos previstos más cortos. La propuesta genérica de SMR consiste en cambiar las economías de escala unitarias por las economías de producción masiva unitaria. En asociación con la OSU, NuScale Power fue la primera en aplicar esta estrategia de fabricación a partir de 2006 
Sus defensores afirman que los SMR serían menos costosos debido al uso de módulos estandarizados que podrían producirse industrialmente fuera de las instalaciones en una fábrica especializada.Sin embargo, los SMR también presentan desventajas económicas. Varios estudios sugieren que los costes globales de los SMR son comparables a los de los grandes reactores convencionales. Además, se ha publicado muy poca información sobre el transporte de los módulos SMR. Los críticos afirman que la construcción modular sólo será rentable para un elevado número del mismo tipo de SMR, dados los costes todavía elevados de cada SMR. Así pues, se necesita una elevada cuota de mercado para obtener pedidos suficientes.

#### Contribución a las trayectorias de emisiones netas cero
En su camino global para alcanzar las emisiones netas cero en 2050, la Agencia Internacional de la Energía (AIE) considera que la potencia nuclear mundial debería multiplicarse por dos entre 2020 y 2050.Antonio Vaya Soler, experto de la Agencia para la Energía Nuclear (AEN), también reconoce que si bien las energías renovables son un componente esencial para luchar contra el calentamiento global, no serán suficientes para alcanzar los objetivos de emisiones netas cero de CO2. Para alcanzar los objetivos, la capacidad de la energía nuclear debería al menos duplicarse con respecto al nivel actual para ser coherente con la senda de cero emisiones netas.
BASE, la Oficina Federal Alemana para la Seguridad de la Gestión de Residuos Nucleares, estima que para producir la misma energía eléctrica que los aproximadamente 400 grandes reactores nucleares que funcionan actualmente en el mundo, sería necesario construir entre varios miles y decenas de miles de SMR. 
Así pues, deberían desplegarse rápida y masivamente en todo el mundo varias flotas de reactores SMR exactamente del mismo tipo, y fabricados industrialmente en grandes series mediante producción en fábrica, para suministrar una potencia suficiente que contribuya significativamente a las emisiones netas cero de CO2. La Agencia para la Energía Nuclear (AEN) ha lanzado en la COP 28 una nueva iniciativa "Acelerar los SMR para el Cero Neto" para fomentar la colaboración entre organizaciones de investigación, la industria nuclear, las autoridades de seguridad y los gobiernos, con el fin de reducir rápidamente las emisiones de carbono para alcanzar los objetivos de cero emisiones netas necesarios antes de 2050 para limitar el aumento de la temperatura global de la superficie de la Tierra.
En febrero de 2024, la Comisión Europea reconoció la tecnología SMR como una contribución importante a la descarbonización como parte del Acuerdo Verde de la UE.

### Retos futuros
Los defensores afirman que la energía nuclear con tecnología probada puede ser más segura; la industria nuclear sostiene que su menor tamaño hará que los SMR sean aún más seguros que las centrales convencionales de mayor tamaño. Los críticos afirman que muchos más reactores nucleares pequeños suponen un mayor riesgo, ya que requieren más transporte de combustible nuclear y también aumentan la producción de residuos radiactivos.Los SMR requieren nuevos diseños con nueva tecnología, cuya seguridad aún no se ha demostrado.
Hasta 2020, no se había puesto en servicio ningún SMR verdaderamente modular para uso comercial.  En mayo de 2020 se presentó el primer prototipo de central nuclear flotante con dos reactores de 30 MW e, del tipo KLT-40. Los reactores comenzaron a funcionar en Pevek, Rusia.  Este concepto se basa en el diseño de los rompehielos nucleares.  Está previsto que el primer reactor de demostración comercial terrestre ACP100 (Linglong One) de 125 MWe comience a funcionar en China a finales de 2026. 
Para hacer frente a los objetivos de emisiones netas de CO2 nulas para 2050 sin perder tiempo, es fundamental un despliegue rápido y masivo de un gran número de SMR (de varios miles a decenas de miles de unidades), lo que representa un reto sin precedentes para la industria nuclear, las autoridades responsables de la seguridad y la sociedad civil (aceptación por parte del público, los políticos y los gobiernos de los países más grandes), en el breve plazo de tiempo considerado.

## Diseños

Se requiere una cadena de fisión nuclear para generar energía nuclear.

Los SMR se prevén en múltiples diseños. Algunos son versiones simplificadas de los reactores actuales, otros implican tecnologías completamente nuevas.  Todos los SMR propuestos utilizan fisión nuclear con diseños que incluyen reactores de neutrones térmicos y reactores de neutrones rápidos .

### Reactores de neutrones térmicos
Los reactores de neutrones térmicos dependen de un moderador (agua, grafito, berilio ...) para ralentizar los neutrones y generalmente utilizan  235
U como material fisionable. La mayoría de los reactores en funcionamiento convencionales son de este tipo.

### Reactores rápidos
Los reactores rápidos no utilizan moderadores. En cambio, dependen del combustible para absorber los neutrones rápidos. Por lo general, esto significa cambiar la disposición del combustible dentro del núcleo o utilizar combustibles diferentes. Por ejemplo, es más probable que el  239
Pu absorba un neutrón rápido que el  235
U.
Los reactores rápidos pueden ser reactores reproductores. Estos reactores liberan suficientes neutrones para transmutar elementos no fisionables en fisionables. Un uso común de un reactor reproductor es rodear el núcleo por una "manta" de  238
U, el isótopo más fácilmente disponible. Una vez que el  238
U sufre una reacción de absorción de neutrones, se convierte en  239
Pu, que puede extraerse del reactor durante el reabastecimiento de combustible, y posteriormente reprocesarse y utilizarse como combustible. 

### Tecnologías

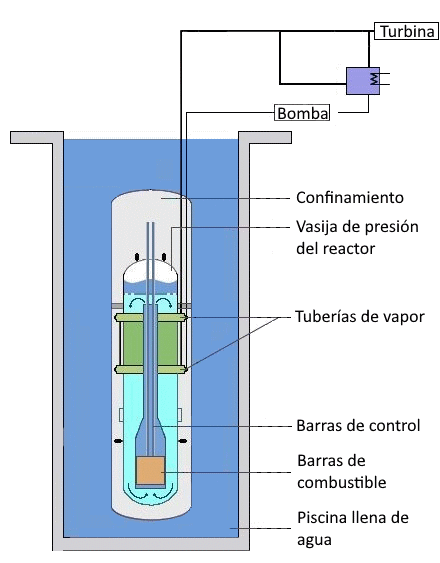
Un ejemplo de tipo SMR propuesto: reactor de agua ligera sin bomba desarrollado por NuScale Power como mini reactor nuclear.

#### Refrigerante
Los reactores de agua ligera convencionales suelen utilizar agua como refrigerante y moderador de neutrones.  Los SMR pueden utilizar agua, metal líquido, gas y sales fundidas como refrigerantes.   El tipo de refrigerante se determina en función del tipo de reactor, el diseño del reactor y la aplicación elegida. Los reactores de gran potencia utilizan principalmente agua ligera como refrigerante, lo que permite que este método de enfriamiento se aplique fácilmente a los SMR. A menudo se elige helio como gas refrigerante para los SMR porque produce una alta eficiencia térmica de la planta y suministra una cantidad suficiente de calor al reactor. El sodio, el plomo y el plomo-bismuto eutéctico (LBE) son refrigerantes metálicos líquidos estudiados para SMR de cuarta generación. Hubo una gran atención en el sodio durante los primeros trabajos en reactores de gran potencia, que desde entonces se ha trasladado a los SMR como una opción destacada como refrigerante de metal líquido.  Los SMR tienen menores requisitos de agua de refrigeración, lo que amplía el número de sitios donde se podría construir un SMR, incluidas áreas remotas que normalmente incorporan minería y desalinización. 

#### Generación térmica/eléctrica
Algunos diseños de reactores refrigerados por gas podrían impulsar una turbina de gas, en lugar de hervir agua, de modo que la energía térmica se pueda utilizar directamente. El calor también podría utilizarse en la producción de hidrógeno y otras operaciones industriales, como la desalinización y la producción de derivados del petróleo (extracción de petróleo de arenas bituminosas, elaboración de petróleo sintético a partir de carbón, etc.). 

#### Carga base
En general, se espera que los diseños de SMR proporcionen energía eléctrica de carga base; algunos diseños propuestos pretenden ajustar su potencia de salida en función de la demanda de electricidad.
Otro enfoque, especialmente para los SMR diseñados para proporcionar calor a alta temperatura, es adoptar la cogeneración, manteniendo una producción de calor constante, mientras se desvía el calor que de otro modo sería innecesario a un uso auxiliar. Se han propuesto como opciones de cogeneración la calefacción urbana, la desalinización y la producción de hidrógeno.
La desalinización nocturna requiere una capacidad de almacenamiento de agua dulce suficiente para suministrar agua en momentos distintos a los de su producción. La membrana de ósmosis inversa y los destiladores marinos térmicos son las dos técnicas principales de desalinización del agua de mar. El proceso de desalinización por membranas sólo utiliza electricidad para alimentar las bombas de agua y es el más empleado de los dos métodos. En el proceso térmico, la corriente de agua de alimentación se evapora en diferentes etapas con continuas disminuciones de presión entre las etapas. El proceso térmico utiliza directamente energía térmica y evita la conversión de energía térmica en electricidad. La desalinización térmica se divide a su vez en dos tecnologías principales: la destilación flash multietapa (MSF) y la desalinización multiefecto (MED).

## Seguridad nuclear
En un informe de la Oficina Federal Alemana para la Seguridad de la Gestión de Residuos Nucleares (BASE) en el que se estudiaban 136 reactores históricos y actuales diferentes y conceptos de SMR se afirmaba: "En general, los SMR podrían lograr ventajas de seguridad en comparación con las centrales de mayor potencia, ya que tienen un inventario radiactivo menor por reactor y aspiran a un mayor nivel de seguridad, especialmente mediante simplificaciones y un mayor uso de sistemas pasivos. Sin embargo, por el contrario, varios conceptos de SMR también favorecen la reducción de los requisitos normativos, por ejemplo, en lo que respecta al grado de redundancia o diversidad exigido en los sistemas de seguridad. 
Algunos promotores exigen incluso que se renuncie a los requisitos actuales, por ejemplo en el ámbito de la gestión interna de accidentes o con zonas de planificación reducidas, o incluso una renuncia completa a la planificación externa de protección de emergencia. Dado que la seguridad de una planta de reactores depende de todos estos factores, según el estado actual de los conocimientos no es posible afirmar que los conceptos SMR alcancen en principio un mayor nivel de seguridad."
Los coeficientes de temperatura negativos en los moderadores y los combustibles mantienen las reacciones de fisión bajo control, lo que hace que la reacción se ralentice a medida que aumenta la temperatura. 
Algunos diseños de SMR proponen sistemas de refrigeración basados únicamente en la termoconvección -circulación natural- para eliminar las bombas de refrigeración que podrían averiarse. La convección puede seguir eliminando el calor de desintegración tras la parada del reactor. Sin embargo, algunos SMR pueden necesitar un sistema de refrigeración activo para respaldar el sistema pasivo, lo que aumenta el coste.
Algunos diseños de SMR presentan un diseño integral en el que el núcleo del reactor primario, el generador de vapor y el presurizador están integrados dentro de la vasija sellada del reactor. Este diseño integrado permite reducir un posible accidente, ya que se podrían contener las fugas de contaminación. En comparación con reactores más grandes que tienen numerosos componentes fuera de la vasija del reactor, esta característica aumenta la seguridad al disminuir los riesgos de un accidente no contenido. Algunos diseños de SMR también prevén instalar el reactor y las piscinas de almacenamiento de combustible gastado bajo tierra. 

## Desechos radioactivos
La parte final del ciclo del combustible nuclear de los SMR es una cuestión compleja y difícil que sigue siendo objeto de controversia. La cantidad y la radiotoxicidad de los residuos radiactivos producidos por los SMR dependen principalmente de su diseño y del ciclo del combustible relacionado. Dado que la noción de SMR abarca un amplio espectro de tipos de reactores nucleares, no es fácil dar una respuesta sencilla a esta cuestión. Los SMR pueden incluir pequeños reactores de agua ligera de tercera generación, así como pequeños reactores de neutrones rápidos de cuarta generación.
A menudo, las empresas emergentes que desarrollan prototipos de SMR no convencionales defienden la reducción de residuos como una ventaja de la solución propuesta e incluso a veces afirman que su tecnología podría eliminar la necesidad de un depósito geológico profundo para eliminar los residuos radiactivos de alto nivel y larga vida. Este es especialmente el caso de las empresas que estudian reactores de neutrones rápidos de 4.ª generación (reactores de sales fundidas, reactores refrigerados por metales (reactor rápido refrigerado por sodio o reactor rápido refrigerado por plomo).
Los reactores reproductores rápidos "queman" 235U (0,7% del uranio natural), pero también convierten materiales fértiles como 238U (99,3% del uranio natural) en 239Pu fisible que puede utilizarse como combustible nuclear. 
El reactor de ondas progresivas propuesto por TerraPower tiene como objetivo "quemar" inmediatamente el combustible que genera sin necesidad de retirarlo del núcleo del reactor ni de reprocesarlo posteriormente. 
El diseño de algunos reactores SMR se basa en el ciclo del combustible de torio, que sus promotores consideran una forma de reducir la radiotoxicidad de los residuos a largo plazo en comparación con el ciclo del uranio. Sin embargo, el uso del ciclo del torio también presenta grandes retos operativos debido a la producción y el uso de 232U y 233U, ambos radioisótopos que emiten fuertes rayos gamma. Así pues, la presencia de estos radionucleidos complica seriamente el blindaje radiológico del combustible nuclear fresco y el almacenamiento a largo plazo y la eliminación de su combustible nuclear gastado.
Un estudio de 2022 realizado por Krall, Macfarlane y Ewing es más crítico e informa que algunos tipos de SMR podrían producir más desechos por unidad de potencia de salida que los reactores convencionales, en algunos casos más de 5 veces la cantidad de combustible gastado por kilovatio, y hasta 35 veces para otros residuos producidos por activación neutrónica, como el acero activado y el grafito.    
Estos autores han identificado la fuga de neutrones como el primer problema de los SMR porque tienen una mayor superficie con respecto al volumen de su núcleo. Han calculado que las tasas de fuga de neutrones son mucho mayores en los SMR, porque en los núcleos de reactor más pequeños, los neutrones emitidos tienen menos oportunidades de interactuar con los átomos fisibles presentes en el combustible y producir la fisión nuclear. En su lugar, los neutrones salen del núcleo del reactor sin interactuar con el combustible nuclear, y son absorbidos fuera del núcleo por los materiales utilizados para los reflectores de neutrones y el blindaje (escudos térmicos y gamma), convirtiéndose en residuos radiactivos (acero activado y grafito).
Los diseños de reactores que utilizan refrigerantes metálicos líquidos (sodio fundido, plomo, eutéctico de plomo-bismuto, LBE) también se vuelven radiactivos y contienen impurezas activadas.
Otro problema señalado por Krall et al. (2022)  relacionado con la mayor fuga de neutrones en los SMR es que se consume una fracción menor de su combustible nuclear, lo que lleva a un menor quemado y a que queden más materiales fisibles en su combustible gastado, aumentando así el volumen de desechos. Para sostener las reacciones nucleares en cadena en el núcleo de un reactor más pequeño, una alternativa es utilizar combustible nuclear más enriquecido en 235
U . Esto podría aumentar los riesgos de proliferación nuclear y podría requerir medidas de salvaguardia más estrictas para prevenirla (ver también salvaguardias del OIEA ).
Si en el combustible gastado subsisten mayores concentraciones de materiales fisibles, la masa crítica necesaria para mantener una reacción nuclear en cadena también será menor. Como consecuencia directa, el número de combustibles gastados presentes en un contenedor de residuos también será menor y se necesitará un mayor número de contenedores y sobreenvases para evitar accidentes de criticidad y garantizar la seguridad de la criticidad nuclear en un depósito geológico profundo. Esto también contribuye a aumentar el volumen total de residuos y el número de galerías de evacuación en un depósito geológico.
Dada la posible importancia técnica y económica de los SMR para suministrar energía eléctrica sin emisiones de carbono necesaria para luchar contra el cambio climático y la relevancia social y a largo plazo del estudio para gestionar y eliminar adecuadamente los desechos radiactivos sin imponer una carga negativa a las generaciones futuras, la publicación de Krall et al. (2022) en la prestigiosa revista PNAS ha suscitado numerosas reacciones que van desde críticas sobre la calidad de sus datos e hipótesis  hasta debates internacionales sobre los residuos radiactivos producidos por los SMR y su desmantelamiento. 
En una entrevista con François Díaz-Maurin, editor asociado del Bulletin of the Atomic Scientists, Lindsay Krall, autor principal del estudio y antiguo becario postdoctoral MacArthur en el Centro de Seguridad y Cooperación Internacional (CISAC) de Stanford, respondió a las preguntas y críticas, entre otras, las planteadas por la empresa del reactor NuScale. Una de las principales preocupaciones que Krall expresó en esta entrevista es que:
"Definitivamente hay una desconexión entre la gente que trabaja en la parte final del ciclo del combustible -especialmente en el desarrollo de depósitos geológicos- y los que diseñan los reactores. Y, no hay mucha motivación para que estos diseñadores de reactores piensen en los aspectos del almacenamiento geológico porque la nueva solicitud de certificación de diseño de reactores de la NRC no tiene un capítulo sobre el almacenamiento geológico..."
El estudio crítico de Krall et al. (2022) tiene el mérito de haber planteado cuestiones relevantes que no pueden ser ignoradas por los diseñadores de reactores, ni por los responsables de la toma de decisiones, y de haber desencadenado debates abiertos sobre resultados importantes para los SMR y la gestión de residuos radiactivos en general. Entre los diversos tipos de proyectos de SMR iniciados hoy en día por muchas empresas de nueva creación, sólo aquellos que aborden correctamente estas cuestiones y contribuyan realmente a minimizar los residuos radiactivos que producen tendrán la oportunidad de recibir el apoyo de las organizaciones públicas y gubernamentales (autoridades de seguridad nuclear y organizaciones de gestión de residuos radiactivos) y de que su investigación sea financiada por políticas nacionales a largo plazo.
La gran diversidad de reactores SMR y de sus respectivos ciclos de combustible puede requerir también una estrategia de gestión de residuos más diversa para reciclar, o eliminar de forma segura, sus residuos nucleares. Un mayor número de tipos de combustible gastado será más difícil de gestionar que un solo tipo, como ocurre actualmente con los reactores de agua ligera únicamente.
Como subrayaron anteriormente Krall y Macfarlane (2018), algunos tipos de combustibles gastados, o refrigerantes, de los SMR (fluoruro de uranio (UF4) altamente reactivo y corrosivo de los reactores de sales fundidas, o sodio pirofórico de los reactores rápidos refrigerados por metal líquido) no pueden eliminarse directamente en un repositorio geológico profundo debido a su reactividad química en el medio subterráneo (formaciones arcillosas profundas, rocas cristalinas o sal gema). Para evitar que se agraven los problemas de almacenamiento y eliminación del combustible gastado, será obligatorio reprocesarlo y acondicionarlo de forma adecuada y segura antes de su eliminación geológica final.
Un estudio realizado por Keto et al. (2022) en el Centro de Investigación Técnica VTT de Finlandia también abordó la gestión del combustible nuclear gastado (SNF) y los residuos de baja y media actividad (LILW) de un posible despliegue futuro de SMR en Finlandia. También indica que un SMR de agua ligera produciría mayores masas (por GWe-año) de SNF y otros HLW y mayores volúmenes (por GWe-año) de LLW en comparación con una gran central nuclear. 
Un informe de la Oficina Federal Alemana para la Seguridad de la Gestión de Residuos Nucleares (BASE) concluye que los SMR siguen necesitando un amplio almacenamiento provisional y transportes de combustible. En cualquier caso, sigue siendo inevitable un depósito geológico profundo debido a la presencia de productos de fisión de vida larga muy móviles que, debido a su sección transversal neutrónica demasiado baja, no pueden transmutarse eficazmente, como ocurre con los radionucleidos que dominan las dosis, como el  129I,  99Tc  y  79Se (aniones solubles que no se absorben en los minerales cargados negativamente y no se retardan en los medios geológicos). 

## Proliferación nuclear
La proliferación nuclear, o el uso de materiales nucleares para crear armas, es una preocupación para los pequeños reactores modulares. Dado que los SMR tienen menor capacidad de generación y son físicamente más pequeños, se prevé que puedan desplegarse en muchos más lugares que las centrales convencionales. Se espera que los SMR reduzcan sustancialmente los niveles de personal. Esta combinación crea problemas de protección física y de seguridad.  
Los SMR pueden diseñarse para utilizar combustibles no convencionales que permitan un mayor quemado y ciclos de combustible más largos. Unos intervalos de recarga más largos podrían contribuir a disminuir los riesgos de proliferación. Una vez irradiado el combustible, la mezcla de productos de fisión y materiales fisibles es altamente radiactiva y requiere una manipulación especial, lo que impide el robo casual.
A diferencia de los grandes reactores convencionales, los SMR pueden adaptarse para instalarse en una cámara subterránea sellada; por tanto, "reducen la vulnerabilidad del reactor ante un ataque terrorista o una catástrofe natural".Los nuevos diseños de SMR mejoran la resistencia a la proliferación, como los de la empresa de diseño de reactores Gen4. Estos modelos de SMR ofrecen una solución capaz de funcionar sellada bajo tierra durante toda la vida útil del reactor tras su instalación.
Algunos diseños de SMR están concebidos para ser alimentados una sola vez. Esto mejora la resistencia a la proliferación al eliminar la manipulación in situ del combustible nuclear y significa que el combustible puede sellarse dentro del reactor. Sin embargo, este diseño requiere grandes cantidades de combustible, lo que podría convertirlo en un objetivo más atractivo. Un SMR de agua ligera de 200 MWe y 30 años de vida útil podría contener unas 2,5 toneladas de plutonio al final de su vida útil. 
Además, muchos SMR ofrecen la posibilidad de funcionar durante periodos de más de 10 años sin requerir ningún tipo de reabastecimiento de combustible, mejorando así la resistencia a la proliferación en comparación con los grandes reactores convencionales, que requieren un reabastecimiento de combustible cada 18 a 24 meses.
Los reactores de agua ligera diseñados para funcionar con torio ofrecen una mayor resistencia a la proliferación en comparación con el ciclo de uranio convencional, aunque los reactores de sales fundidas tienen un riesgo sustancial.  
Los SMR se transportan desde las fábricas sin combustible, ya que se alimentan en el sitio final, excepto algunos microrreactores.  Esto implica un transporte independiente del combustible al lugar y, por tanto, aumenta el riesgo de proliferación nuclear. 

## Proceso de licencia
La concesión de licencias es un proceso esencial necesario para garantizar la seguridad y las salvaguardias de una nueva instalación nuclear. Sólo el SMR VOYGR de NuScale Power está plenamente autorizado para su uso en Estados Unidos. Sin embargo, no todos los países siguen las normas de concesión de licencias de la NRC o el OIEA. 
En Estados Unidos y en los países adheridos al OIEA, la concesión de licencias se basa en un riguroso trabajo independiente de análisis y revisión de todas las estructuras, sistemas y componentes críticos para la seguridad nuclear en condiciones normales y accidentales durante toda la vida útil de la instalación, incluida la gestión a largo plazo de los residuos radiactivos. La concesión de licencias se basa en el examen y escrutinio de los estudios de evaluación de riesgos y los expedientes de seguridad elaborados por el fabricante y el explotador del SMR en el marco del caso de seguridad que tienen que presentar a la autoridad de seguridad (organismo regulador) al solicitar una licencia para construir y explotar la instalación de forma segura.
Para la concesión de licencias de la NRC y el OIEA, los casos de seguridad y viabilidad de las instalaciones nucleares tienen que tener en cuenta todos los procesos y elementos importantes para la seguridad operativa, su seguridad (protección del acceso), la salvaguardia nuclear (riesgo de proliferación), el acondicionamiento adecuado de los residuos radiactivos bajo una forma fisicoquímica estable y la seguridad a largo plazo relacionada con la eliminación final de los diferentes tipos de residuos radiactivos producidos, incluidos todos los residuos producidos durante las operaciones de desmantelamiento tras la clausura de la instalación. 
Un punto de atención especialmente importante para la parte final del ciclo del combustible nuclear es evitar producir residuos mal acondicionados, o tipos de residuos sin destino final sostenible o susceptibles de generar costes inesperados de reprocesamiento y eliminación.
El proceso de concesión de licencias más común, aplicado por los reactores comerciales existentes, es para la explotación de reactores de agua ligera (PWR y BWR). Los primeros diseños se remontan a los años 60 y 70, durante la construcción de la flota de reactores nucleares actualmente en servicio. Algunas adaptaciones del proceso original de concesión de licencias por parte de la Comisión Reguladora Nuclear (NRC) de EE. UU. se han reorientado para corresponder mejor a las características y necesidades específicas del despliegue de unidades SMR. En concreto, el proceso de concesión de licencias de la Comisión Reguladora Nuclear estadounidense se ha centrado principalmente en los reactores convencionales. Las especificaciones de diseño y seguridad y los factores humanos y organizativos (incluidos los requisitos de personal) se han desarrollado para reactores con una potencia eléctrica superior a 700 MWe.  
Para garantizar unas directrices adecuadas para la seguridad nuclear, al tiempo que se facilita el proceso de concesión de licencias, el OIEA ha fomentado la creación de un sistema central de concesión de licencias para los SMR. Un taller celebrado en octubre de 2009 y otro en junio de 2010 estudiaron el tema, seguidos de una audiencia en el Congreso estadounidense en mayo de 2010.
La NRC y el Departamento de Energía de Estados Unidos) están trabajando para definir la concesión de licencias a los SMR. El reto de facilitar el desarrollo de los SMR es evitar un debilitamiento de la normativa de seguridad: el riesgo de una normativa aligerada adoptada con mayor rapidez es rebajar las características de seguridad de los SMR.
Si bien el despliegue de sistemas idénticos construidos en plantas de fabricación con un control de calidad mejorado puede considerarse una ventaja, los SMR siguen siendo reactores nucleares con una densidad energética muy elevada y su menor tamaño no es en sí una garantía intrínseca de una mayor seguridad. C
ualquier accidente grave con liberación de contaminación radiactiva externa podría tener consecuencias potencialmente graves no muy diferentes de las de un gran reactor LWR. También significaría probablemente el rechazo definitivo de la energía nuclear por parte de la opinión pública y el fin de la industria nuclear. 
La posible "proliferación" de grandes flotas de SMR y la gran diversidad de su diseño también complican el proceso de concesión de licencias. La seguridad nuclear no puede sacrificarse en aras de intereses industriales o económicos y el riesgo de accidente nuclear aumenta con el número de reactores en servicio, de pequeña o gran unidad.
Se esperaba que el Programa de Demostración de Reactores Avanzados de EE. UU. ayudara a otorgar licencias y construir dos prototipos de SMR durante la década de 2020, con hasta 4 mil millones de dólares de financiación gubernamental. 

## Flexibilidad
Los reactores nucleares pequeños, en comparación con las centrales nucleares convencionales, ofrecen ventajas potenciales relacionadas con la flexibilidad de su construcción modular. Sería posible conectar progresivamente unidades adicionales a la red en caso de que aumente la carga eléctrica. Además, esta flexibilidad en un diseño estandarizado de SMR que gira en torno a la modularidad podría permitir una producción más rápida a un coste decreciente tras la finalización del primer reactor in situ.  
La hipotética flexibilidad y modularidad de los SMR está pensada para permitir la instalación de capacidad adicional de generación de energía en centrales existentes. Un emplazamiento podría albergar varios SMR, uno de los cuales se desconectaría para repostar mientras los demás reactores permanecen en línea, como ya ocurre actualmente con los reactores convencionales de mayor tamaño.
Cuando no se necesita energía eléctrica, algunos diseños de SMR prevén el uso directo de energía térmica, minimizando así la pérdida de energía. Esto incluye " desalinización, procesos industriales, producción de hidrógeno, recuperación de petróleo de esquisto y calefacción urbana ", usos para los cuales los actuales reactores convencionales de mayor tamaño no están diseñados.  

## Economía

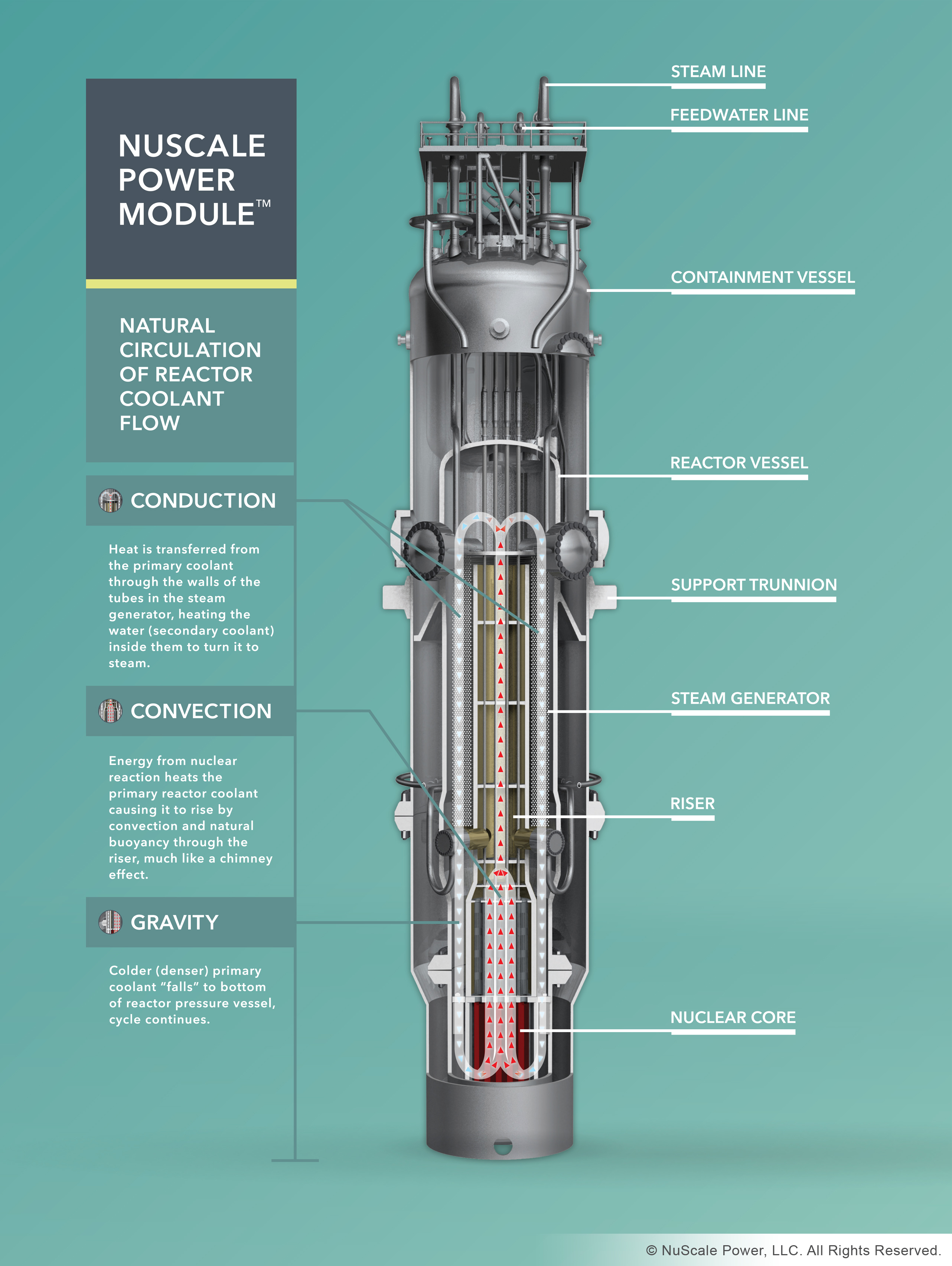
Esquema del reactor NuScale Power Module (50 MWe). El NuScale Power Module es el primer SMR aprobado para uso comercial en Estados Unidos. En 2023, los planes para construir la primera central NuScale VOYGR en Idaho, conocida como Carbon Free Power Project, se desecharon debido al aumento excesivo de los costes de generación de energía. Aunque la cancelación del proyecto representa un revés para la industria nuclear estadounidense, NuScale tiene previstos tres nuevos proyectos en Estados Unidos y otros cinco en Europa del Este.

Un factor clave de interés en los SMR son las supuestas economías de escala en la producción, debido a la fabricación en volumen en una fábrica externa. En cambio, algunos estudios encuentran que el costo de capital de los SMR es equivalente al de los reactores más grandes.  Se necesita un capital sustancial para construir la fábrica; mejorar ese costo requiere un volumen significativo, estimado entre 40 y 70 unidades.  
Otra ventaja potencial es que una futura central eléctrica que utilice SMR puede empezar con un solo módulo y ampliarse añadiendo módulos a medida que crezca la demanda. Esto reduce los costes de puesta en marcha asociados a los diseños convencionales. Algunos SMR también tienen un diseño de seguimiento de la carga que les permite producir menos electricidad cuando la demanda es baja.
Según un estudio de 2014 sobre la producción de electricidad en microrredes descentralizadas, el costo total de usar SMR para la generación de electricidad sería significativamente menor en comparación con el costo total de las plantas de generación de electricidad eólica marina, energía solar térmica, biomasa y energía solar fotovoltaica.
En 2016 se afirmó que los costes de construcción por reactor SMR eran inferiores a los de una central nuclear convencional, mientras que los costes de explotación podrían ser superiores en el caso de los SMR debido a la baja economía de escala y al mayor número de reactores. Los costes de explotación del personal de los SMR por unidad de producción pueden ser hasta un 190% superiores a los costes fijos de explotación de menos reactores grandes. La construcción modular es un proceso muy complejo y existe "información extremadamente limitada sobre el transporte de módulos SMR", según un informe de 2019.
Un cálculo de los costes de producción realizado por la Oficina Federal Alemana para la Seguridad de la Gestión de Residuos Nucleares (BASE), teniendo en cuenta las economías de escala y los efectos de aprendizaje de la industria nuclear, sugiere que habría que producir una media de 3.000 SMR antes de que la producción de SMR mereciera la pena. Esto se debe a que los costes de construcción de los SMR son relativamente más elevados que los de las grandes centrales nucleares, debido a su baja producción eléctrica. 
En 2017, un estudio del Proyecto de Reforma de la Innovación Energética (EIRP) de ocho empresas examinó diseños de reactores con una capacidad de entre 47,5 MWe y 1.648 MWe. El estudio registró un coste de capital medio de 3.782 $/kW, un coste operativo medio total de 21 $/MWh y un coste nivelado de la electricidad (LCOE) de 60 $/MW.
En 2020, el fundador del Energy Impact Center, Bret Kugelmass, afirmó que podrían construirse miles de SMR en paralelo, "reduciendo así los costes asociados a los largos plazos de préstamo para prolongar los calendarios de construcción y reduciendo las primas de riesgo actualmente vinculadas a los grandes proyectos". El Vicepresidente Ejecutivo de GE Hitachi Nuclear Energy, Jon Ball, se mostró de acuerdo, afirmando que los elementos modulares de los SMR también ayudarían a reducir los costes asociados a los prolongados plazos de construcción.
En octubre de 2023, un artículo académico publicado en Energy recopiló los datos económicos básicos de los 19 diseños SMR más desarrollados y modeló sus costos de manera consistente. Una simulación de Montecarlo demostró que ninguna era rentable ni económicamente competitiva. Para los SMR PWR más próximos al mercado, la mediana de los LCOE oscilaba entre 218 $/MWh y 614 $/MWh (en dólares estadounidenses de 2020), con estimaciones inferiores en el primer cuartil entre 188 $/MWh y 385 $/MWh. Los tres diseños de reactores de alta temperatura refrigerados por gas, que necesitaron más tiempo de desarrollo, tuvieron unos LCOE medios más bajos, de 116 $/MWh a 137 $/MWh.
El primer proyecto de implementación de SMR en EE. UU. fue el Carbon Free Power Project, que planeaba implementar seis reactores NuScale de 77 MWe, en comparación con los doce de los planes anteriores. El precio objetivo estimado de generación de electricidad después de los subsidios fue de 89 dólares/MWh en 2023, un aumento desde los 58 dólares/MWh en 2021. El aumento del costo de generación llevó a la decisión de cancelar el proyecto en noviembre de 2023.Antes de su cancelación, el proyecto recibió una asignación de costos compartidos de $1,355 mil millones para los costos de construcción del gobierno de EE. UU. en 2020  más un subsidio de generación estimado de $30/MWh de la Ley de Reducción de Inflación de 2020.  Las estimaciones de costos no subsidiados en el momento de la cancelación fueron un costo de capital de $20,139/kW y un costo de generación de $119/MWe.  Esto generó preocupaciones sobre las perspectivas comerciales en los EE. UU. de los otros diseños de SMR. 

## Lista de diseños de reactores
Se han propuesto numerosos diseños de reactores. Diseños de SMR notables:
| Diseñado o en fase de diseño | Solicitada licencia | Con licencia en uno o varios países | En construcción |
| Operativo                    | Cancelado           | Retirado                            |                 |

La potencia indicada se refiere a la capacidad de un reactor, a menos que se especifique lo contrario.
| Nombre | Potencia bruta (MWe)         | Tipo             | Fabricante                                      | País          | Estado |
| --- | ---------------------------- | ---------------- | ----------------------------------------------- | ------------- | --- |
| 4S | 10–50                        | SFR              | Toshiba                                         | Japón         | Diseño (detallado) |
| ABV-6 | 6–9                          | PWR              | OKBM Afrikantov                                 | Rusia         | Diseño (detallado) |
| ACP100 Linglong One | 125                          | PWR              | China National Nuclear Corporation              | China         | En construcción) |
| AP300 | 300                          | PWR              | Westinghouse Electric Company                   | USA           | Diseño (detallado) |
| ARC-100 | 100                          | SFR              | ARC Nuclear                                     | Canadá        | Diseño (Vendor Review). Una unidad cuya construcción está prevista en la central nuclear de Point Lepreau (Canadá) en diciembre de 2019.                                              |
| ANGSTREM | 6                            | LFR              | OKB Gidropress                                  | Rusia         | Diseño (conceptual) |
| B&W mPower | 195                          | PWR              | Babcock & Wilcox                                | USA           | Cancelado |
| BANDI-60 | 60                           | PWR              | KEPO                                            | Corea del Sur | Diseño (detallado) |
| BREST-OD-300 | 300                          | LFR              | Atomenergoprom                                  | Rusia         | En construcción |
| BWRX-300 | 300                          | BWR              | GE Hitachi Nuclear Energy                       | USA/Japón     | Design (Pre-licensing communications with the US NRC initiated.) |
| CANDU SMR | 300                          | PWR(Pesado)      | Candu Energy Inc.                               | Canadá        | Diseño (conceptual) |
| CAP200 | >200                         | PWR              | SPIC                                            | China         | Diseño (finalización) |
| CAREM | 27–30                        | PWR              | CNEA                                            | Argentina     | En construcción |
| Quemador de residuos de Copenhagen Atomics | 50                           | MSR              | Copenhagen Atomics                              | Dinamarca     | Diseño (conceptual) |
| DHR400 | 400 (non-electric)           | PWR              | CNCC                                            | China         | Diseño (básicoc) |
| ELENA | 0.068                        | PWR              | Kurchatov Institute                             | Rusia         | Diseño (conceptual) |
| Energy Well | 8.4                          | MSR              | Centrum výzkumu Řež                             | Rep. Checa    | Diseño (conceptual) |
| eVinci | 5                            | HPR              | Westinghouse Electric Company                   | USA           | Diseño (iniciadas las comunicaciones previas a la licencia con la US NRC.) |
| Flexblue | 160                          | PWR              | Areva TA / DCNS group                           | Francia       | Diseño (conceptual) |
| Fuji MSR | 200                          | MSR              | International Thorium Molten Salt Forum (ITMSF) | Japón         | Diseño (conceptual) |
| GT-MHR | 285                          | GTMHR            | OKBM Afrikantov                                 | Rusia         | Diseño (completadod) |
| G4M | 25                           | LFR              | Gen4 Energy                                     | USA           | Diseño (conceptual) (Company Ceased Trading) |
| GT-MHR | 50                           | GTMHR            | General Atomics, Framatome                      | USA/Francia   | Diseño (conceptual) |
| HAPPY200 | 200 MWt                      | PWR              | SPIC                                            | China         | Diseño (conceptual) |
| HTMR-100 | 35                           | GTMHR            | Stratek Global                                  | Sudáfrica     | Diseño (conceptual) |
| HTR-PM | 210 (2 reactors one turbine) | HTGR             | China Huaneng                                   | China         | Operativo (Reactor único. Central conectada a la red en diciembre de 2021). |
| IMSR400 | 195 (x2)                     | MSR              | Terrestrial Energy                              | Canadá        | Diseño (detallado) |
| IRIS | 335                          | PWR              | Westinghouse-led                                | International | Diseño (básico) |
| KLT-40S Academia Lomonosov | 70                           | PWR              | OKBM Afrikantov                                 | Rusia         | Operativo en mayo de 2020 (planta flotante) |
| Last Energy | 20                           | PWR              | Last Energy                                     | USA           | Diseño (conceptual) |
| MMR | 5-15                         | HTGR             | Ultra Safe Nuclear Corporation                  | USA/Canadá    | Solicitud de licencias |
| MCSFR | 50–1000                      | MCSFR            | Elysium Industries                              | USA           | Diseño (conceptual) |
| MHR-100 | 25–87                        | HTGR             | OKBM Afrikantov                                 | Rusia         | Diseño (conceptual) |
| MHR-T | 205.5 (x4)                   | HTGR             | OKBM Afrikantov                                 | Rusia         | Diseño (conceptual) |
| MRX | 30–100                       | PWR              | JAERI                                           | Japón         | Diseño (conceptual) |
| NP-300 | 100–300                      | PWR              | Areva TA                                        | Francia       | Diseño (conceptual) |
| NUWARD | 170                          | PWR              | consortium                                      | Francia       | Diseño (conceptual), Construcción prevista en 2030. Se suministra en dos unidades con un bucle primario integrado.                                                                    |
| OPEN100 | 100                          | PWR              | Energy Impact Center                            | USA           | Diseño (conceptual) |
| PBMR-400 | 165                          | HTGR             | Eskom                                           | Sudáfrica     | Cancelada - planta de demostración aplazada indefinidamente - |
| Rolls-Royce SMR | 470                          | PWR              | Rolls-Royce                                     | Reino Unido   | Solicitud de la licencia GDA del Reino Unido en abril de 2022. Se inició una evaluación de 16 meses en abril de 2023                                                                  |
| SEALER | 55                           | LFR              | Blykalla                                        | Suecia        | Diseño |
| SMART | 100                          | PWR              | KAERI                                           | Corea del Sur | Con licencia en Corea |
| SMR-160 | 160                          | PWR              | Holtec International                            | USA           | Diseño (conceptual) |
| SMR-300 | 300                          | PWR              | Holtec International                            | USA           | Solicitud de licencias en el Reino Unido |
| SVBR-100 | 100                          | LFR              | OKB Gidropress                                  | Rusia         | Diseño (detallado) |
| SSR-W | 300–1000                     | MSR              | Moltex Energy                                   | Reino Unido   | Design (Phase 1, vendor design review). One unit approved for construction at Point Lepreau Nuclear Generating Station, Canada, in July 2018.                                         |
| S-PRISM | 311                          | FBR              | GE Hitachi Nuclear Energy                       | USA/Japón     | Diseño (detallado) |
| TEPLATOR | 50 (non-electric)            | PWR(agua pesada) | UWB Pilsen                                      | Rep. Checa    | Diseño (conceptual) |
| TMSR-500 | 500                          | MSR              | ThorCon                                         | Indonesia     | Diseño (conceptual) |
| TMSR-LF1 | 10                           | MSR              | China National Nuclear Corporation              | China         | En construcción |
| U-Battery | 4                            | HTGR             | U-Battery consortium                            | Reino Unido   | Cancelado. Diseño archivado. |
| VBER-300 | 325                          | PWR              | OKBM Afrikantov                                 | Rusia         | Diseño |
| VK-300 | 250                          | BWR              | Atomstroyexport                                 | Rusia         | Diseño (detallado) |
| VOYGR | 50-300 (x6)                  | PWR              | NuScale Power                                   | USA           | Con licencia en EE. UU. (Solicitud de revisión de la NRC realizada el 1 de enero de 2023 para aumentar la potencia a 77 MWe y hasta 12 módulos (924 MWe). Sólo cambio de ingeniería). |
| VVER-300 | 300                          | BWR              | OKB Gidropress                                  | Rusia         | Diseño (conceptual) |
| Westinghouse SMR | 225                          | PWR              | Westinghouse Electric Company                   | USA           | Cancelado. Diseño preliminar finalizado. |
| Xe-100 | 80                           | HTGR             | X-energy                                        | USA           | Diseño (conceptual) |
| Actualizado a 2022. Algunos reactores no están incluidos en el informe del OIEA. Aún no todos los reactores de la OIEA están incluidos en la lista y se agregaron algunos (año 2023) que aún no estaban incluidos en el informe de la OIEA ya caducado. |                              |                  |                                                 |               | |

1. ↑  Multi-unit complex based on the GT-MHR reactor design
2. ↑  Urenco Group in collaboration with Jacobs and Kinectrics

## Ubicación/infraestructura
Se espera que los SMR requieran menos superficie de terreno.
Por ejemplo, el reactor SMR Rolls-Royce de 3 bucles y 470 MWe debería ocupar 40 000m² (430 000 pies cuadrados), el 10% de lo necesario para una planta tradicional. Esta unidad excede la potencia máxima establecida por la definición del Organismo Internacional de la Energía Atómica (OIEA), según la cual un SMR debe tener menos de 300 MWe, y requerirá más construcción in situ, lo que pone en duda los supuestos beneficios de los SMR. La empresa tiene como objetivo un plazo de construcción de 500 días.
La demanda de energía eléctrica en lugares aislados suelen ser pequeña y variable, lo que hace que las plantas de generación más pequeñas resulten más adecuadas. El tamaño más pequeño, además, no requiere la interconexión a una red grande para distribuir la producción.

## Sitios propuestos

### Argentina
En febrero de 2014, el proyecto CAREM SMR comenzó en Argentina con la construcción de ingeniería civil del edificio de contención de un reactor prototipo. El acrónimo CAREM significa Central ARgentina de Elementos Modulares. La Comisión Nacional de Energía Atómica (CNEA), el organismo gubernamental argentino encargado de la investigación y el desarrollo de la energía nuclear, y Nucleoeléctrica Argentina , la empresa nacional de energía nuclear, cooperan para lograr la realización del proyecto. 
CAREM-25 es un prototipo de 25 MWe, la primera central nuclear íntegramente diseñada y desarrollada en Argentina.  El proyecto fue suspendido varias veces antes de reanudarse. En octubre de 2022, la CNEA esperaba que las obras de construcción civil estuvieran terminadas para 2024. Si la construcción continúa según lo previsto, la primera criticidad de CAREM-25 se prevé para finales de 2027. 

### Canadá
En 2018, la provincia canadiense de Nuevo Brunswick anunció que invertiría 10 millones de dólares en un proyecto de demostración en la central nuclear de Point Lepreau .  Más tarde se anunció que los proponentes de SMR, Advanced Reactor Concepts  y Moltex  abrirían oficinas allí.
El 1 de diciembre de 2019, los primeros ministros de Ontario, Nuevo Brunswick y Saskatchewan firmaron un memorando de entendimiento (MoU)  "comprometiéndose a colaborar en el desarrollo y despliegue de reactores nucleares innovadores, versátiles y escalables, conocidos como pequeños reactores modulares (SMR). ). "  Alberta se unió a ellos en agosto de 2020.  Con el apoyo continuo de ciudadanos y funcionarios gubernamentales, se logró la ejecución de un SMR seleccionado en el Laboratorio Nuclear Canadiense. 
En 2021, Ontario Power Generation anunció que planeaba construir un SMR BWRX-300 en sus instalaciones de Darlington, que estaría terminado en 2028. Aún debía solicitarse la licencia de construcción.
El 11 de agosto de 2022, Invest Alberta, la corporación de la corona del Gobierno de Alberta, firmó un Memorando de Entendimiento con Terrestrial Energy sobre IMSR en el oeste de Canadá a través de un Memorando de Entendimiento interprovincial al que se había adherido anteriormente. 

### China
En julio de 2019, la Corporación Nuclear Nacional de China anunció que construiría un SMR ACP100 en el lado noroeste de la actual planta de energía nuclear de Changjiang, en la provincia de Hainan, para finales de año.  El 7 de junio de 2021, el proyecto de demostración, denominado Linglong One, fue aprobado por la Comisión Nacional de Desarrollo y Reforma de China. En julio, China National Nuclear Corporation (CNNC) inició la construcción, y en octubre de 2021 se instaló el fondo de la vasija de contención de la primera de las dos unidades. Se trata del primer prototipo comercial terrestre de SMR del mundo.
En agosto de 2023 se instaló el módulo principal. El módulo central incluye un recipiente a presión integrado, un generador de vapor y un receptor de bomba primario. La capacidad prevista del reactor es de 125 MWe.

### Francia
A principios de 2023, Électricité de France (EDF) creó una nueva filial para desarrollar y construir un nuevo SMR: Nuward . Se trata de una central de 340 MWe con dos reactores independientes de agua ligera de 170 MWe. Los reactores gemelos están resguardados en un único edificio de contención y comparten la mayor parte de sus equipos.  En agosto de 2023, EDF presentó un caso de seguridad para Nuward a la autorité de sûreté nucléaire (ASN), la autoridad francesa de seguridad. 

### Polonia
La empresa química polaca Synthos declaró planes para desplegar un reactor Hitachi BWRX-300 (300 MW) en Polonia para 2030.  En diciembre de 2020 se completó un estudio de viabilidad y se inició el proceso de concesión de licencia con la Agencia Nacional de Energía Atómica de Polonia. 
En febrero de 2022, NuScale Power y el gran conglomerado minero KGHM Polska Miedź anunciaron la firma de un contrato para construir un primer reactor operativo en Polonia para 2029. 

### Rumania
Con motivo de la Conferencia de las Naciones Unidas sobre el Cambio Climático de 2021, la empresa estatal rumana de energía nuclear Nuclearelectrica y NuScale Power firmaron un acuerdo para construir una central eléctrica con seis reactores nucleares de pequeña escala en la central eléctrica de Doicești, en el emplazamiento de una antigua Central eléctrica de carbón, ubicada cerca del pueblo de Doicești, condado de Dâmbovița, 90 km al norte de Bucarest. Se estima que el proyecto estará terminado en 2026-2027, lo que convertirá a la central eléctrica en la primera de su tipo en Europa. Se espera que la central genere 462 MWe, aseguraría el consumo de unos 46.000 hogares y ayudaría a evitar la emisión de 4 millones de toneladas de CO2  al año.   

### Rusia
Hasta 2020, no se había puesto en servicio ningún SMR verdaderamente modular para uso comercial.  En mayo de 2020 se presentó el primer prototipo de central nuclear flotante con dos 30 Los reactores MW e, del tipo KLT-40, comenzaron a funcionar en Pevek, Rusia.  Este concepto se basa en el diseño de los rompehielos nucleares.  Está previsto que el primer reactor de demostración comercial terrestre ACP100 (Linglong One) de 125 MWe comience a funcionar en China a finales de 2026. 

### Reino Unido
En 2016, se informó de que el Gobierno del Reino Unido estaba evaluando emplazamientos galeses de SMR -incluida la antigua central nuclear de Trawsfynydd- y en el emplazamiento de antiguas centrales nucleares o de carbón en el norte de Inglaterra. También se barajan emplazamientos nucleares como Bradwell, Hartlepool, Heysham, Oldbury, Sizewell, Sellafield y Wylfa. El coste previsto de una unidad SMR de Rolls-Royce de 470 MWe es de 1.800 millones de libras para la quinta unidad construida. En 2020, se informó de que Rolls-Royce tenía planes para construir hasta 16 SMR en el Reino Unido. En 2019, la empresa recibió 18 millones de libras para comenzar a diseñar el sistema modular. En 2021, el Gobierno británico concedió a Rolls-Royce otros 210 millones de libras, complementados con una contribución de 195 millones de libras de empresas privadas. En noviembre de 2022, Rolls-Royce anunció que se daría prioridad a los emplazamientos de Trawsfynydd, Wylfa, Sellafield y Oldbury para evaluarlos como posibles ubicaciones de múltiples SMR.
El gobierno británico lanzó Great British Nuclear en julio de 2023 para administrar un concurso para crear SMR y cofinanciará cualquier proyecto viable. 

### Estados Unidos
Standard Power, un proveedor de infraestructura como servicio para empresas de procesamiento de datos avanzado, ha elegido trabajar con NuScale Power y ENTRA1 Energy para desarrollar instalaciones alimentadas por SMR en Pensilvania y Ohio que en conjunto producirán casi dos gigavatios de energía limpia y confiable. 
NuScale Power colabora con Dairyland Power, de Wisconsin, en la evaluación de las centrales SMR de VOYGR para su posible implantación. El líder estadounidense en tecnología SMR cree que sus capacidades de seguimiento de carga pueden utilizarse para apoyar la actual cartera de energías renovables de Dairyland, así como para facilitar el crecimiento. Además, las centrales VOYGR son idóneas para sustituir a las centrales de carbón de Dairyland que se están retirando, preservar puestos de trabajo críticos y ayudar a las comunidades en la transición a un sistema energético descarbonizado.
NuScale Power está trabajando con Associated Electric Cooperative Inc. (Associated) en Misuri para evaluar el despliegue de centrales eléctricas VOYGR SMR como parte de la diligencia debida de Associated para explorar fuentes de energía fiables y responsables.
NuScale había planeado construir un proyecto SMR en EE. UU., el Carbon Free Power Project, pero se canceló en noviembre de 2023 por motivos de costes.  NuScale dijo en enero de 2023 que el precio objetivo de la energía de la planta era de 89 dólares por megavatio hora, un 53% más que la estimación anterior de 58 dólares por MWh, lo que genera preocupación sobre la disposición de los clientes a pagar.  Aun así, las estimaciones de costos crecientes siguen estando muy por debajo de la energía nuclear tradicional utilizada para instalaciones comerciales y la mayoría de otras formas de producción de energía menos confiables y más peligrosas para el medio ambiente. 
Utah Associated Municipal Power Systems (UAMPS) se había asociado con Energy Northwest para explorar la ubicación de un reactor NuScale Power en Idaho, posiblemente en el Laboratorio Nacional de Idaho del Departamento de Energía .  El proyecto fue cancelado en 2023 debido al aumento de costos. 
La central nuclear de Galena, en Galena (Alaska), fue una propuesta de instalación de un microrreactor nuclear. Se trataba de una posible implantación del reactor Toshiba 4S. El proyecto quedó "efectivamente paralizado". Toshiba nunca inició el costoso proceso de aprobación que exige la Comisión Reguladora Nuclear de Estados Unidos.
Aunque el SMR que se está estudiando aún no ha obtenido la licencia de la NRC, la Autoridad del Valle del Tennessee fue autorizada por la Comisión Reguladora Nuclear a recibir un Permiso de Emplazamiento Temprano (ESP, por sus siglas en inglés) para ubicar un SMR en su emplazamiento de Clinch River, en Tennessee, en diciembre de 2019. Este ESP tiene una validez de 20 años y aborda la seguridad del emplazamiento, la protección del medio ambiente y la preparación para emergencias. Este ESP es aplicable a cualquier diseño de reactor de agua ligera SMR que se esté desarrollando en Estados Unidos. 

### Otras lecturas
- Daniel T. Ingersoll and Mario D. Carelli, ed. (2021). Handbook of Small Modular Nuclear Reactors. Elsevier – Woodhead Publishing. ISBN 978-0-12-823916-2. doi:10.1016/c2019-0-00070-2.
- Office of Nuclear Energy, Science and Technology (January 1993). «DOE Fundamentals Handbook: Nuclear Physics and Reactor Theory» 2. U.S. Department of Energy. DOE-HDBK-1019, DE93012223. Archivado desde el original el 9 de noviembre de 2012.
- Office of Nuclear Energy, Science and Technology (May 2001). «Report to Congress on Small Modular Nuclear Reactors». U.S. Department of Energy. Archivado desde el original el 16 de julio de 2011.
- Vinoya, Carlo L.; Ubando, Aristotle T.; Culaba, Alvin B.; Chen, Wei-Hsin (3 de abril de 2023). «State-of-the-Art Review of Small Modular Reactors». Energies 16 (7): 3224. ISSN 1996-1073. doi:10.3390/en16073224.
- Lyman, Edwin (September 2013). «Small Isn't Always Beautiful. Safety, Security, and Cost Concerns about Small Modular Reactors». ucsusa.org. Consultado el 13 de enero de 2024.